# Bauhinia nervosa
Bauhinia nervosa är en ärtväxtart som först beskrevs av George Bentham, och fick sitt nu gällande namn av John Gilbert Baker. Bauhinia nervosa ingår i släktet Bauhinia och familjen ärtväxter. Inga underarter finns listade i Catalogue of Life.